# Valley of Saints
Pour plus de détails, voir Fiche technique et Distribution.
Valley of Saints est un film indien en cachemiri écrit et réalisé par Musa Syeed et sorti en 2012. Ce film dramatique qui mêle fiction et documentaire et dont l'action se déroule au lac Dhal à Srinagar, est le premier long métrage du réalisateur qui soulève également un problème environnemental concernant ce lac.
Au festival du film de Sundance 2012, le film a remporté le prix du public pour un film dramatique mondial ainsi que le prix Alfred P. Sloan, à égalité avec le film américain Robot and Frank.

## Distribution
- Mohammed Afzal : Afzal
- Gulzar Ahmed Bhat : Gulzar
- Neelofar Hamid : Asifa